# Ploceus rubiginosus
Ploceus rubiginosus là một loài chim trong họ Ploceidae.
Loài này được tìm thấy ở Angola, Botswana, Eritrea, Ethiopia, Kenya, Namibia, Somalia, Nam Sudan, Tanzania, và Uganda.